# تشفير الحمض النووي للأسماك

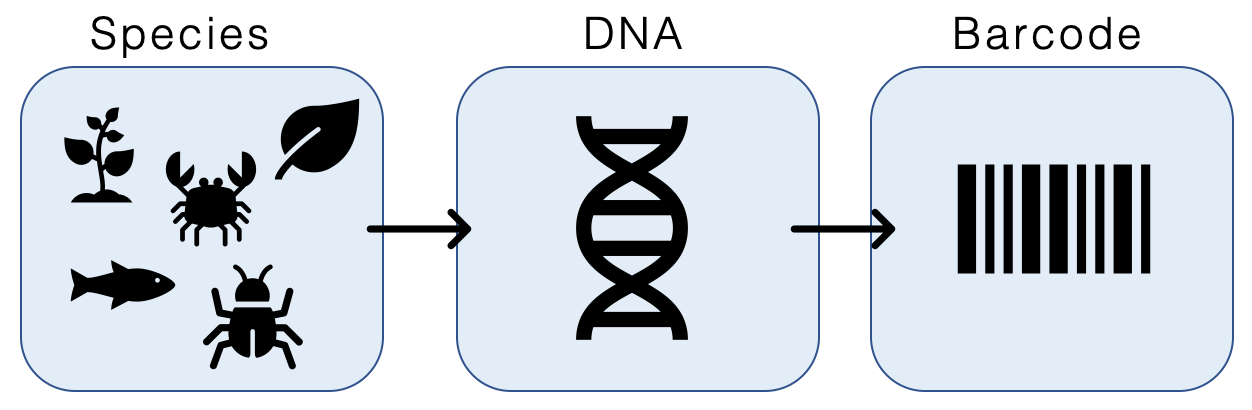

تُستخدم طرق تشفير الحمض النووي للأسماك لتحديد مجموعات الأسماك بناءً على تسلسلات الحمض النووي داخل مناطق مختارة من الجينوم . يمكن استخدام هذه الطرق لدراسة الأسماك ، حيث أن المادة الوراثية ، على شكل حمض بيئي (eDNA) أو خلايا ، تنتشر بحرية في الماء. يسمح هذا للباحثين بتحديد الأنواع الموجودة في جسم مائي من خلال جمع عينة مياه ، واستخراج الحمض النووي من العينة وعزل تسلسلات الحمض النووي الخاصة بالأنواع المعنية . طرق المتوازية يمكن أن تستخدم أيضا ل الرصد الحيوي و سلامة الأغذية والمصادقة، و تقييم النظام الغذائي الحيواني ، وتقييم الشبكات الغذائية وتوزيع الأنواع والكشف عن الأنواع الغازية .
في أبحاث الأسماك ، يمكن استخدام الرمز الشريطي كبديل لطرق أخذ العينات التقليدية. غالبًا ما توفر طرق الباركود معلومات دون الإضرار بالحيوان المدروس .
تتمتع البيئات المائية بخصائص فريدة تؤثر على كيفية توزيع المواد الجينية من الكائنات الحية. تنتشر مادة الحمض النووي بسرعة في البيئات المائية ، مما يجعل من الممكن اكتشاف الكائنات الحية من منطقة كبيرة عند أخذ عينات بقعة معينة.  نظرًا للتدهور السريع للحمض النووي في البيئات المائية ، تمثل الأنواع المكتشفة وجودًا معاصرًا ، بدون إشارات مربكة من الماضي. 
إن التحديد القائم على الحمض النووي سريع وموثوق ودقيق في توصيفه عبر مراحل الحياة والأنواع.  تُستخدم المكتبات المرجعية لربط تسلسلات الباركود بأنواع مفردة ويمكن استخدامها لتحديد الأنواع الموجودة في عينات الحمض النووي. مكتبات التسلسلات المرجعية مفيدة أيضًا في تحديد الأنواع في حالات الغموض المورفولوجية ، مثل مراحل اليرقات . 
تستخدم عينات الحمض النووي الريبي وطرق الباركود في إدارة المياه ، حيث يمكن استخدام تكوين الأنواع كمؤشر لصحة النظام الإيكولوجي.  تعد طرق التشفير والتشكيل مفيدة بشكل خاص في دراسة الأسماك المهددة بالانقراض أو المراوغة ، حيث يمكن اكتشاف الأنواع دون اصطياد الحيوانات أو إيذائها. 

## الرصد البيئي
الرصد البيولوجي للنظم الإيكولوجية المائية مطلوب من قبل التشريعات الوطنية والدولية (مثل الإطار التوجيهي للمياه و التوجيه الإطاري الاستراتيجية البحرية ). تستغرق الأساليب التقليدية وقتًا طويلاً وتتضمن ممارسات مدمرة يمكن أن تضر بأفراد من الأنواع النادرة أو المحمية. يعد الرمز الشريطي للحمض النووي طريقة فعالة من حيث التكلفة وسريعة لتحديد البيئات المائية لأنواع الأسماك. يمكن تحديد وجود أو عدم وجود أنواع أسماك رئيسية باستخدام الحمض النووي الريبوزي من عينات المياه والتوزيع المكاني والزماني لأنواع الأسماك (مثل توقيت التفريخ وموقعه ). يمكن أن يساعد ذلك في اكتشاف آثار الحواجز المادية مثل بناء السدود وغيرها من الاضطرابات البشرية. كما تستخدم أدوات الحمض النووي في الدراسات الغذائية للأسماك وبناء شبكات الغذاء المائية . يحدد التمثيل الغذائي لمحتويات الأسماك أو البراز أنواع الفرائس المستهلكة مؤخرًا. ومع ذلك ، يجب أن تؤخذ الافتراس الثانوي في الاعتبار. 

## الأنواع الغازية
يعد الكشف المبكر أمرًا حيويًا للسيطرة على الأنواع غير الأصلية والضارة بالبيئة وإزالتها (مثل أسد الأسد ( Pterois sp.) في المحيط الأطلسي ومنطقة البحر الكاريبي). يمكن استخدام الترميز الأيضي لـ eDNA للكشف عن الأنواع المشفرة أو الغازية في النظم البيئية المائية  .

## إدارة مصائد الأسماك
تنتج مناهج التشفير والتكويد الاستقلابي بيانات دقيقة وواسعة عن التوظيف والموارد والبيئة والنطاقات الجغرافية لموارد مصائد الأسماك. كما تعمل الطرق على تحسين المعرفة بمناطق الحضانة ومناطق التفريخ ، مع فوائد لإدارة مصايد الأسماك. يمكن أن تكون الأساليب التقليدية لتقييم مصايد الأسماك مدمرة للغاية ، مثل أخذ عينات من الشباك الخيشومية أو الجر بشباك الجر. تقدم الطرق الجزيئية بديلاً لأخذ العينات غير الغازية. على سبيل المثال ، يمكن أن يساعد الترميز والتكويد في تحديد بيض الأسماك للأنواع لضمان بيانات موثوقة لتقييم المخزون ، حيث أثبت أنه أكثر موثوقية من التحديد عن طريق الأحرف المظهرية. يعد الترميز الشريطي والتشفير أيضًا أدوات قوية في رصد حصص مصايد الأسماك والصيد العرضي. 
يمكن لـ eDNA الكشف عن وفرة بعض الأنواع الشائكة وكذلك توزيعها الزمني. يمكن استخدام هذا النهج لتطوير تدابير إدارية مناسبة ، ذات أهمية خاصة لمصايد الأسماك التجارية.

## سلامة الغذاء
أدت عولمة سلاسل الإمدادات الغذائية إلى زيادة عدم اليقين بشأن أصل وسلامة المنتجات القائمة على الأسماك. يمكن استخدام الرمز الشريطي للتحقق من صحة وسم المنتجات وتتبع مصدرها. تم اكتشاف «احتيال الأسماك» في جميع أنحاء العالم. وجدت دراسة حديثة من محلات السوبر ماركت في ولاية نيويورك أن 26.92٪ من مشتريات المأكولات البحرية التي تحمل رمزًا شريطيًا محددًا تم تصنيفها بشكل خاطئ. 
يمكن أن يتتبع الرمز الشريطي أيضًا أنواع الأسماك حيث يمكن أن تكون هناك مخاطر على صحة الإنسان تتعلق باستهلاك الأسماك . علاوة على ذلك ، يمكن أن تتركز السموم البيولوجية في بعض الأحيان عندما تنتقل السموم إلى أعلى السلسلة الغذائية. يتعلق أحد الأمثلة بأنواع الشعاب المرجانية حيث تم الكشف عن الأسماك المفترسة مثل باراكودا تسبب التسمم السمكي التسمم بالأسماك المدارية . يمكن الكشف عن مثل هذه الجمعيات الجديدة من التسمم السمكي باستخدام الباركود الأسماك.

## حماية الأنواع المهددة بالانقراض
يمكن استخدام الرمز الشريطي في الحفاظ على الأنواع المهددة بالانقراض من خلال منع الاتجار غير المشروع للأنواع المدرجة في اتفاقية الاتجار الدولي بأنواع الحيوانات والنباتات البرية المعرضة للانقراض . هناك سوق سوداء كبيرة للمنتجات القائمة على الأسماك ، وكذلك في تجارة الأحواض والحيوانات الأليفة. لحماية أسماك القرش من الإفراط في الاستغلال ، يمكن الكشف عن الاستخدام غير المشروع من حساء زعانف سمك القرش والأدوية التقليدية. 

## أخذ العينات في البيئات المائية
تتمتع البيئات المائية بسمات خاصة تحتاج إلى أخذها في الاعتبار عند أخذ عينات من استقلاب السمك eDNA. إن أخذ عينات مياه البحر له أهمية خاصة لتقييم صحة النظم البيئية البحرية وتنوعها البيولوجي. على الرغم من أن تشتت الحمض النووي البشري في مياه البحر كبير وتؤثر الملوحة سلبًا على حفظ الحمض النووي ، يمكن أن تحتوي عينة المياه على كميات عالية من الحمض النووي البشري من الأسماك حتى أسبوع واحد بعد أخذ العينات. الجزيئات الحرة وبطانة الأمعاء وحطام خلايا الجلد هي المصادر الرئيسية ل eDNA للأسماك. 
بالمقارنة مع البيئات البحرية ، فإن الأحواض لها خصائص بيولوجية وكيميائية يمكنها تغيير كشف الحمض النووي. إن الحجم الصغير للبرك مقارنة بالمسطحات المائية الأخرى يجعلها أكثر حساسية للظروف البيئية مثل التعرض لضوء الأشعة فوق البنفسجية والتغيرات في درجة الحرارة ودرجة الحموضة. هذه العوامل يمكن أن تؤثر على كمية الحمض النووي. علاوة على ذلك ، تمثل الأشجار والنباتات الكثيفة حول البرك حاجزًا يمنع تهوية المياه بواسطة الرياح. كما يمكن لهذه الحواجز أن تعزز تراكم المواد الكيميائية التي تضر بسلامة الحمض النووي.
 قد يؤثر التوزيع غير المتجانس للـ eDNA في الأحواض على كشف الأسماك. يعتمد توافر الحمض النووي الريبي السمكي أيضًا على مرحلة الحياة والنشاط والموسمية والسلوك. يتم الحصول على أكبر كميات من الحمض النووي البشري من التفريخ ، ومراحل اليرقات ونشاط التكاثر.

## المناطق المستهدفة
يعد التصميم التمهيدي أمرًا حاسمًا لنجاح عملية التمثيل الغذائي. وقد وصفت بعض الدراسات حول التطور التمهيدي السيتوكروم B و 16 S بأنها مناطق مستهدفة مناسبة لعملية التمثيل الغذائي للأسماك. إيفانز وآخرون . (2016) وصف أن مجموعات التمهيدي Ac16S و L2513 / H2714 قادرة على الكشف عن أنواع الأسماك بدقة في أنواع مختلفة من المتوسط. .دراسة أخرى أجراها فالنتيني وآخرون. (2016) أظهر أن زوج التمهيدي L1848 / H1913 ، الذي يضخم منطقة من موضع 12S rRNA ، كان قادرًا على الوصول إلى تغطية تصنيفية عالية وتمييز حتى مع جزء هدف قصير. أثبت هذا البحث أيضًا أنه في 89 ٪ من مواقع أخذ العينات ، كان نهج التمثيل الغذائي مشابهًا أو حتى أعلى من الطرق التقليدية (مثل طرق الصقل الكهربائي والمعاوضة). هانفلنجوآخرون. (2016) تنفيذ تجارب التمثيل الغذائي المركزة على مجتمعات أسماك البحيرة باستخدام أزواج التمهيدي 12S_F1 / 12S_R1 و CytB_L14841 / CytB_H15149 ، التي تم تحديد أهدافها في مناطق الميتوكوندريا 12S والسيتوكروم ب على التوالي. أظهرت النتائج أن الكشف عن أنواع الأسماك كان أعلى عند استخدام البرايمر 12S من CytB. كان هذا بسبب استمرار شظايا 12S الأقصر (~ 100 bp) مقارنةً بمضخم CytB الأكبر (~ 460 bp). [21] بشكل عام ، تلخص هذه الدراسات أنه يجب أخذ الاعتبارات الخاصة حول التصميم والاختيار التمهيدي وفقًا لأهداف وطبيعة التجربة.

## قواعد بيانات مرجعية الأسماك
هناك عدد من قواعد بيانات الوصول المفتوح المتاحة للباحثين في جميع أنحاء العالم. يعتمد التحديد الصحيح لعينات الأسماك باستخدام طرق تشفير الحمض النووي بشكل كبير على الجودة وتغطية الأنواع لقواعد البيانات المتسلسلة المتاحة. قاعدة بيانات مرجعية الأسماك هي قاعدة بيانات إلكترونية تحتوي عادة على الباركود DNA والصور والإحداثيات الجغرافية المكانية لعينات الأسماك التي تم فحصها. يمكن أن تحتوي قاعدة البيانات أيضًا على روابط بعينات القسائم ، ومعلومات حول توزيع الأنواع ، والتسمية ، والمعلومات التصنيفية الموثوقة ، ومعلومات التاريخ الطبيعي الجانبية واستشهادات المؤلفات. يمكن تنظيم قواعد البيانات المرجعية ، مما يعني أن الإدخالات تخضع لتقييم الخبراء قبل إدراجها ، أو غير مشبعة ، وفي هذه الحالة قد تتضمن عددًا كبيرًا من التسلسلات المرجعية ولكن مع تحديد أقل موثوقة للأنواع.

### فيش بول
تم إطلاق مبادرة Fish Barcode of Life Initiative (FISH-BOL) www.fishbol.org التي تم إطلاقها في عام 2005 ، وهي عبارة عن تعاون بحثي دولي يقوم بتجميع مكتبة تسلسلية مرجعية قياسية لجميع أنواع الأسماك. وهو مشروع بحث عالمي منسق يهدف إلى جمع وتجميع تسلسلات الباركود DNA المعيارية وبيانات منشأ القسيمة المرتبطة في مكتبة تسلسل مرجعي منسقة للمساعدة في التعرف الجزيئي على جميع أنواع الأسماك. 
إذا كان الباحثون يرغبون في المساهمة في مكتبة FISH-BOL المرجعية ، يتم توفير إرشادات واضحة لجمع العينات والتصوير والحفظ والأرشفة ، بالإضافة إلى جمع البيانات الوصفية وبروتوكولات التقديم. تعمل قاعدة بيانات Fish-BOL كبوابة إلى الرمز الشريطي لأنظمة بيانات الحياة (BOLD) .

### قاعدة باركودنج السمك البولينيزية الفرنسية
في قاعدة بيانات بولينيزيا الفرنسية السمك المتوازية تحتوي على كافة العينات استولي عليه خلال عدة رحلات ميدانية منظمة أو شارك فيها CRIOBE (مركز البحوث جزيرة والمرصد البيئي) منذ عام 2006 في أرخبيل بولينيزيا الفرنسية. لكل عينة مصنفة ، يمكن أن تكون المعلومات التالية متاحة: الاسم العلمي ، والصورة ، والتاريخ ، وإحداثيات GPS ، والعمق وطريقة الالتقاط ، والحجم ، وتسلسل DNA السيتوكروم c الفرعي 1 (CO1). يمكن البحث في قاعدة البيانات باستخدام الاسم (جنس أو نوع) أو باستخدام جزء من تسلسل DNA CO1.

### أكواجين
منتج Aquagene منتج تعاوني تم تطويره من قبل العديد من المؤسسات الألمانية ، ويوفر الوصول المجاني إلى المعلومات الجينية المنسقة لأنواع الأسماك البحرية. تسمح قاعدة البيانات بتحديد الأنواع عن طريق مقارنات تسلسل الحمض النووي. تتميز جميع الأنواع بتسلسل جينات متعددة ، بما في ذلك في الوقت الحالي جين معيار الباركود CO1 جنبًا إلى جنب مع CYTB و MYH6 و (قريبًا) RHOD ، مما يسهل تحديد الأنواع غير الواضحة حتى بالنسبة للأنواع ذات الصلة الوثيقة أو تلك ذات التنوع العالي داخل الأنواع. يتم استكمال البيانات الجينية عبر الإنترنت ببيانات إضافية للعينة العينة ، مثل الصور الرقمية ورقم القسيمة والأصل الجغرافي.